# Байбузи (рід)
Байбузи, або Байбузи-Грибуновичі власного гербу — шляхетний рід Великого Князівства Литовського татарського походження. Набувши поселення Райгород у Брацлавському воєводстві, стали підписуватись «на Райгороді».

## Представники
- Михайло Байбуза — від короля Стефана Баторія за військову службу отримав земельні наділи над Сулою, дружина — Анна Єлець
  - Тихін Байбуза — гетьман реєстрових козаків, син Михайла Байбузи.
  - Семен Байбуза — брацлавський войський, у 1648 підписав вибір короля як представник Брацлавського воєводства, син Михайла Байбузи[1][2].

Крім володінь на Посуллі, рід отримав від короля право на земельні маєтности над Пслом.
- Павло і Михайло як представники Волинського воєводства підписали у 1697 році вибір короля

- Федір, дружина Анна з Єльців (1631)
  - Маріанна — дружина Яна Немсти (Jan Niemsta)
  - Федора — дружина Миколая Стецького

- Степан (Стефан) Байбуза — уманський полковник наказний 1648-49 років[4].